# Kajetan Bojarski
Kajetan Bojarski (ur. 11 lipca 1873 we Lwowie, zm. 16 grudnia 1933 w Krynicy) – polski śpiewak (tenor), działacz ruchu śpiewaczego, sędzia.

## Życiorys
Był synem Alfreda i Ludwiny z Dydyńskich. Ukończył lwowskie Gimnazjum Stefana Batorego, a potem Wydział Prawa Uniwersytetu Jana Kazimierza. Pracował jako sędzia w Budzanowie, Rudkach i Samborze, i w tych miejscowościach zakładał koła śpiewacze. Był też współzałożycielem chóru męskiego Echo-Macierz we Lwowie. Działał też w chórach: akademickim, sokolim i Lutnia Macierz.
W 1919 zamieszkał w Poznaniu na ul. Chełmońskiego. Był członkiem poznańskiego chóru Echo, a także jego prezesem w latach 1920–1926 i 1930-1933. Zawodowo pracował w Sądzie Apelacyjnym w Poznaniu jako sędzia i wiceprezes tej instytucji. Od 1927 do 1929 był prezesem Wielkopolskiego Związku Śpiewaczego. W 1933 odszedł na emeryturę i przeniósł się do Krynicy, gdzie zamieszkał we własnej willi Echo i założył chór męski Echo Krynickie. Zmarł nagle. Pochowano go na cmentarzu w Krynicy.

## Rodzina
Był żonaty dwukrotnie (oba związki zawarł we Lwowie):
- z Marią Witczak, zm. 1909 (od 1892),
- z Zofią Godszewską (od 1911), nauczycielką z Budzanowa, w czasie II wojny światowej kierowniczką struktur konspiracyjnych w Krynicy, aresztowaną i rozstrzelaną przez Niemców w 1944, pochowaną w zbiorowej mogile pod Nowym Sączem[1].

Miał dzieci:
- z Marią Witczak: Martę, Marię, Ludwinę i Stanisława,
- z Zofią Godszewską: Kazimierza[1].